# Hieracium megalothecum
Hieracium megalothecum es una especie de planta con flor del género Hieracium, de la familia Asteraceae, orden Asterales.

## Distribución
Hieracium megalothecum se distribuye por Grecia.

## Taxonomía
Fue descrita científicamente por Zahn.